# ويليام إيفي لونغ
ويليام إيفي لونغ (بالإنجليزية: William Ivey Long)‏ هو مصمم أزياء تقليدية أمريكي، ولد في 30 أغسطس 1947 في سيبوارد في الولايات المتحدة.

## وصلات خارجية
- ويليام إيفي لونغ على موقع IMDb (الإنجليزية)
- ويليام إيفي لونغ على موقع قاعدة بيانات برودواي على الإنترنت (الإنجليزية)
- ويليام إيفي لونغ على موقع قاعدة بيانات الفيلم (الإنجليزية)